# Port lotniczy Karasburg
Port lotniczy Karasburg (IATA: KAS, ICAO: FYKB) – port lotniczy położony w Karasburgu, w Namibii.